# Manuel Cuña Novás
Manuel Cuña Novás (Pontevedra, 1 de junio de 1926-18 de mayo de 1992) fue un escritor y político español.

## Biografía
Pasó su infancia en Pontevedra hasta el período republicano, cuando su familia se trasladó a Ciudad Real, donde les sorprendió la guerra civil española. Con el fin de la guerra, su padre se exilió, y él volvió a Galicia. Comenzó a escribir poesía en el final de su adolescencia. Posteriormente contrajo matrimonio con Josefina y tuvo dos hijos, uno de ellos el poeta Jorge Cuña Casasbellas. En esta época estableció amistad con el poeta Virgilio Nóvoa Gil.
En 1951, y gracias a una beca concedida por la Diputación Provincial de Pontevedra, pudo pasar varios años en París y establecer contacto con los ambientes existencialistas. En ese mismo año obtuvo el Premio de la Primera Fiesta de las Letras de Barcelona con el poema Noite maior. En Francia escuchó y aprendió de Jean-Paul Sartre, Albert Camus, Édith Piaf, Paul Éluard, y de autores como Holderling, Rainer Maria Rilke y Arthur Rimbaud. En 1952 publicó en Pontevedra la obra Fabulario Novo, en la colección Benito Soto, reeditado en 1991.
Trabajó como funcionario del Ayuntamiento de Pontevedra en el negociado de Cultura hasta que en 1982 solicitó la excedencia. Posteriormente fue senador por la provincia de Pontevedra desde 1982 hasta su muerte en 1992.

## Obra
- Frauta na noite, 1947 (poemario).
- Fabulario novo, 1952 (poemario).
- Canto e fuga da irmandade sobor da terra e da morte, 1977 (poemario).